# Ayacucho (municipalité)
Pour les articles homonymes, voir Ayacucho.
Ayacucho est l'une des vingt-neuf municipalités de l'État de Táchira au Venezuela. Son chef-lieu est San Juan de Colón. En 2011, la population s'élève à 59 335 habitants.

## Géographie

### Subdivisions
La municipalité est divisée en trois paroisses civiles avec, chacune à sa tête, une capitale (entre parenthèses) :
- Ayacucho (San Juan de Colón) ;
- Rivas Berti (San Félix) ;
- San Pedro del Río (San Pedro del Río).